# Tam nhân thành hổ

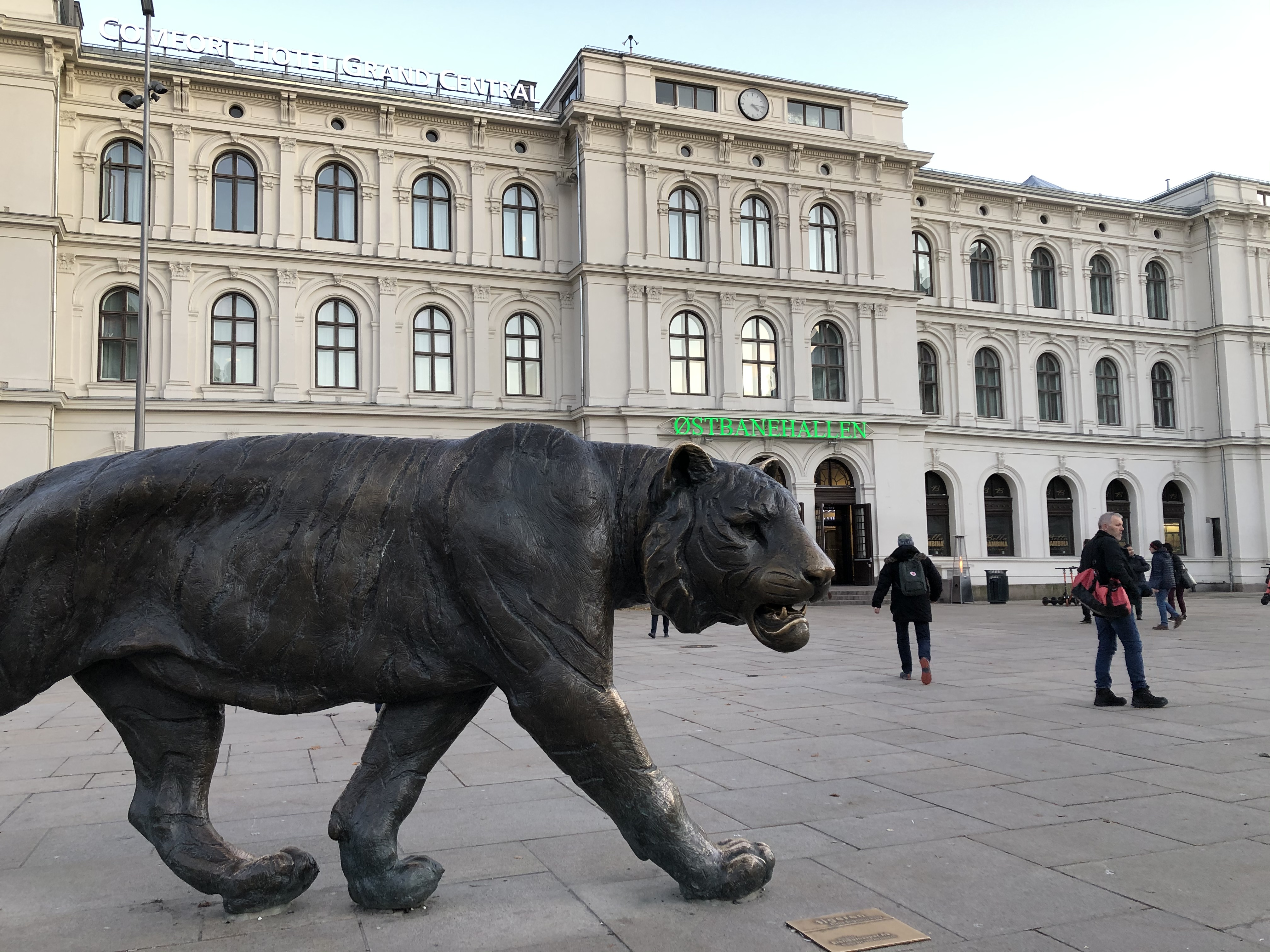
Tượng một con hổ trên đường phố

Tam nhân thành hổ (chữ Hán: 三人成虎; bính âm: sān rén chéng hǔ, nghĩa đen là ba người thành con hổ, tức là "Ba người nói có cọp, thiên hạ cũng tin có cọp thật") là một thành ngữ điển tích của người Trung Quốc chỉ về hiện tượng một việc, dù cho sai lầm, hay tin thất thiệt nhưng nếu nhiều người cùng tin là như vậy thì cũng dễ khiến người ta đem bụng tin mà cho là phải, khi ba người nói là có cọp thì cả thiên hạ ai cũng đều tin là có cọp, tiếng đồn nếu cứ lặp đi lặp lại sẽ có thể khiến người ta tin là sự thật. Ý của câu thành ngữ này là chỉ lời đồn đại quá nhiều sẽ khiến người ta tin là có thực.

## Điển cố
Câu thành ngữ này có xuất xứ từ Chiến Quốc sách -  Ngụy sách quyển nhị (战国策 - 魏策二). Theo đó, câu chuyện bắt đầu từ vị đại thần Bàng Thông (龐蔥) được Ngụy vương ủy thác theo thái tử sang làm con tin tại nước Triệu. Bàng Thông lo lắng sau khi mình đi rồi sẽ có người nói xấu mình trước mặt vua, khiến nhà vua không tin tưởng ở mình nữa. Nên trước khi lên đường mới hỏi vua rằng: "Tâu Đại Vương, nếu có người nói trên đường phố có hổ, liệu đại vương có tin không?". Ngụy Vương liền trả lời ngay: "Đương nhiên là không tin rồi, chợ phố đông đúc sao có hổ được?". Bàng Thông lại hỏi tiếp: "Nếu có người thứ hai đến nói trên đường phố có hổ thì Đại Vương có tin không?". Ngụy Vương do dự giây lát rồi trả lời: "Trẫm có thể sẽ bán tin bán nghi". Bàng Công hỏi tiến: "Thế nếu có người thứ ba đến nói trên đường phố có hổ thì Đại Vương có tin không?". Ngụy Vương vừa gật đầu vừa đáp: "Ta chắc chắn là tin rồi".
Bàng Thông nói: "Kỳ thực trên đường phố chợ không có hổ, đây là điều bịa đặt mà thôi. Nhưng cả ba người đều nói là có hổ mà đại vương đã tin ngay. Nay hạ thần cùng thái tử đi sang nước Triệu, không được hầu hạ bên cạnh đại vương, nếu sau này có người nói xấu hạ thần thì mong Đai Vương hãy cân nhắc kỹ lời nói của họ" Nay, thần đưa thái tử sang Hàm Đan của nước Triệu, nơi đó cách thành Đại Lương của ta còn xa hơn nhiều so với cung điện cách chợ. Những nghị luận sau lưng thần, lời nói xấu về thần e rằng sẽ không chỉ có ba người. Vậy nên đối với những lời nghị luận về thần, mong đại vương thẩm tra kỹ càng, nắm rõ sự thật, đừng để bị lời đồn dẫn dụ, che lấp chân tướng".
Ngụy Vương đầu nhận lời, đồng ý với lời đề nghị của Bàng Thông và nói rằng: "Quả nhân tự biết điều đó, khanh cứ yên tâm đi!". Bành Thông sang nước Triệu được ít lâu, quả nhiên có người đến nói xấu ông trước mặt vua Ngụy, mới đầu nhà vua không tin, nhưng khi số người đến nói cứ nhiều lên, nên nhà vua cũng tin là có thực. Đến khi Bành Thông về nước, nhà vua không còn tin dùng ông nữa, thậm chí còn không triệu gặp ông. Người đời sau lấy "tam nhân thành hổ" để chỉ lời đồn lặp lại nhiều lần sẽ có thể che giấu được chân tướng, khiến người ta tin tưởng là sự thật. Đồng thời nó cũng nhắc nhở mọi người, đứng trước mỗi thông tin, mỗi sự việc cần phải tìm hiểu kỹ càng, suy xét thấu đáo, cần phải nhìn vào bản chất con người, sự việc, không nên nghe thông tin bên ngoài lưu truyền mà tin ngay. Đối với những người có tầm ảnh hưởng lớn, lời nói càng cần phải thận trọng, nếu không hậu quả mà nó đem lại sẽ rất to lớn, rất khó lường, làm hại nhiều người.